# Roqueret de Damara
El roqueret de Damara (Achaetops pycnopygius) és una espècie d'ocell de la família dels macrosfènids (Macrosphenidae) i única espècie del gènere Achaetops Roberts, 1922, que s'ha ubicat a la família dels sílvids. Habita zones rocoses des del sud-oest d'Angola fins al centre de Namíbia.